# Sérgio Farias
Sérgio Ricardo de Paiva Farias (Rio de Janeiro, 9 giugno 1967) è un allenatore di calcio brasiliano, tecnico dell'Umm-Salal.
Da manager ha ottenuto i suoi maggiori risultati alla guida del Pohang Steelers: in Corea del Sud ha vinto campionato (2007), Coppa nazionale (2008), Coppa di Lega (2009) e la Champions League asiatica (2009). In particolare, la Champions è stata vinta soprattutto grazie alle reti di Denilson, in un torneo che ha visto i sudcoreani perdere un solo match. Inoltre, il successo continentale ha consentito al club di prendere parte alla Coppa del mondo per club FIFA 2009, conclusa al terzo posto.

## Palmarès

### Club

#### Competizioni nazionali
- Campionato sudcoreano: 1

Pohang Steelers: 2007
- Coppa della Corea del Sud: 1

Pohang Steelers: 2008
- Korean League Cup: 1

Pohang Steleers: 2009

### Nazionale
- Campionato sudamericano di calcio Under-17: 1

Brasile: 2001

#### Competizioni internazionali
- AFC Champions League: 1

Pohang Steleers: 2009

### Individuale
- K League Manager of the Year Award: 1

2007